# کانتر استرایک کاندیشن زیرو
کانتر استرایک کاندیشن زیرو (به انگلیسی: Counter-Strike: Condition Zero) یک بازی رایانه‌ای چند نفره در سبک تیراندازی اول شخص است که توسط شرکت ولو در سال ۲۰۰۴ برای سیستم عامل ویندوز عرضه شد.

## گیم‌پلی
در این بازی دو گروه به اسم تروریست و ضد تروریسم وجود دارد. وظیفه گروه تروریست گذاشتن بمب و زنده ماندن تا زمان انفجار آن می‌باشد و وظیفه گروه ضد تروریست خنثی کردن بمب و کشتن تروریست‌ها است.کانتر-استرایک: کاندیشن زیرو، مانند نسخه‌های قبلی و بعدی خود، یک بازی تیراندازی اول شخص تاکتیکی و تیمی است که دو گروه مخالف یعنی ضدتروریست‌ها و تروریست‌ها را در مقابل هم قرار می‌دهد. این بازی دارای سه حالت مختلف شامل تک‌نفره، چندنفره و صحنه‌های حذف‌شده است.
حالت چندنفره شباهت زیادی به نسخه اصلی کانتر-استرایک دارد با این تفاوت که کیفیت مپ‌ها در این نسخه بهبود یافته است. مسابقات به صورت دوری برگزار می‌شود و بازیکنان تا پایان هر دور امکان بازگشت ندارند. برخلاف برخی بازی‌های تیراندازی که سلاح‌ها در ابتدای هر دور به بازیکنان داده می‌شود، در اینجا بازیکنان باید با پول درون بازی که از طریق انجام مأموریت‌ها به دست می‌آورند، سلاح، زره و مهمات خریداری کنند. سیستم پاداش بازی به این صورت است که کشتن هر حریف ۳۰۰ دلار، انفجار موفقیت‌آمیز بمب توسط تروریست‌ها ۲۷۵۰ دلار و نجات تمام گروگان‌ها یا حذف تیم مقابل توسط ضدتروریست‌ها ۲۰۰۰ دلار به ازای هر بازیکن جایزه دارد. حداکثر مقدار پولی که یک بازیکن می‌تواند ذخیره کند ۱۶۰۰۰ دلار است.
حالت تور وظیفه یک حالت تک‌نفره است که شامل مسابقات کوتاه با اهداف مشخص می‌شود. این حالت شبیه به بازی‌های دث‌مچ آنلاین است با این تفاوت که بازیکنان پس از مرگ بلافاصله بازنمی‌گردند و مسابقه تا تکمیل هدف یا اتمام زمان ادامه می‌یابد. در این حالت استفاده از برخی سلاح‌ها محدود شده و بازیکنان با محدودیت زمانی برای تکمیل اهداف روبرو هستند. هر بازیکن در ابتدا فقط یک چاقو، یک pistol معمولی و مقدار کمی پول دارد و پنج ثانیه فرصت دارد قبل از شروع دور، سلاح‌ها و تجهیزات اضافی بخرد. پس از هر دور، بازیکنان می‌توانند پول بیشتری برای خرید تسلیحات به دست آورند. با تکمیل هر هدف، بازیکن یک امتیاز اعتبار دریافت می‌کند که می‌تواند برای ارتقای مهارت‌های هوش مصنوعی همتیمی‌ها استفاده شود. هوش مصنوعی در این بازی توانایی تغییر تاکتیک‌ها، واکنش به صداها و تغییر مسیرها را دارد.
حالت صحنه‌های حذف‌شده یک حالت تک‌نفره خطی جداگانه است که شامل ۱۲ مأموریت می‌شود. این بخش نتیجه کار استودیو ریچوال انترتینمنت روی بازی است و به دلیل داشتن داستان و اهداف از پیش تعیین‌شده، از دیگر نسخه‌های کانتر-استرایک متمایز می‌شود. در این حالت تجهیزات جدیدی مانند دوربین دیجیتال، بی‌سیم، مشعل برش، بمب‌های کنترل از راه دور و دوربین فیبر نوری معرفی شده‌اند. مأموریت‌ها در نقاط مختلف جهان انجام می‌شوند و هر مأموریت با یک جلسه توجیهی شروع می‌شود. بازیکنان وظایفی مانند خنثی‌کردن بمب یا نجات گروگان را بر عهده دارند و برای هر مأموریت تجهیزات خاصی در اختیارشان قرار می‌گیرد.